# 宋世雄
宋世雄（1939年11月—），中國大陸1949年后第一代播音員，後期成爲體育電視節目的解說員，尤其擅長解說足球和排球比賽。

## 簡介
宋世雄出生于河北省乐亭县井坨村，儿时随父亲到北京生活。
師從于中國著名解說員張之，1960年代開始在中央人民廣播電臺任體育新聞記者、北京電視臺（今中央電視臺）評論員。1983年起連續當選為第六、七、八、九屆全國人大代表，1985年加入中國共產黨。他亦曾在第八屆亞運會、第二十三屆奧運會等重大國際體育比賽做主要報道，幷且進行了多次現場直播的現場評論員。北京奥运会前复出。

## 巔峰時期

### 世界杯
1978年中央電視臺開始錄播世界杯足球賽，宋世雄當仁不讓的包攬了所有的解說任務，開始成爲中國第一代世界杯電視觀衆瞭解知識的主要對象。至1982年西班牙世界杯中央電視臺開始借用香港媒體租用的通訊衛星和香港的演播室來轉播比賽，宋世雄又奔赴香港進行解說比賽，亦是中國大陸自1949年以來第一個奔赴实行資本主義的地区進行現場解說比賽的播音員。此後他分別在1986年，1990年和1994年的世界杯上他都是以第一解說人的姿態出現，直至1998年法國世界杯開始，由于黃健翔等一輩新人的出現，他才宣告退休，當時有大陸媒體戲言“宋老從電子管時代一直掙扎到了多媒體時代”。

### 中國女排
1984年中國女排屢次獲得世界錦標賽冠軍，由于處于封閉狀態太長時間，中國大陸公民大多數對于女子排球隊的多次世界冠軍感到激動，而宋世雄幾次在决賽當中富有激情的解說也令其在非體育愛好者中知名度大增，成為了當時首屈一指的中國體育評論解說員。
2008年北京奥运会，他再次出山解说女排项目。2021年，82岁高龄的宋世雄再次复出，作为解说嘉宾在中国移动咪咕平台解说赛事。